# Charinus troglobius
Espèce
Charinus troglobius est une espèce d'amblypyges de la famille des Charinidae.

## Distribution
Cette espèce est endémique de Bahia au Brésil,. Elle se rencontre dans la serra do Ramalho à Carinhanha dans les grottes Gruna do Zé Bastos et Lapa do Boqueirão.

## Description
Les mâles mesurent de 8,4 à 10,1 mm et les femelles de 7,9 à 10,6 mm, la carapace des mâles mesure de 3,3 à 4,0 mm de long sur de 4,0 à 4,9 mm et l'abdomen de 5,1 à 6,1 mm et celle des femelles de 2,8 à 3,4 mm de long sur de 3,4 à 4,2 mm et l'abdomen de 4,6 à 7,3 mm.

## Étymologie
Son nom d'espèce lui a été donné en référence au lieu de sa découverte, une grotte.

## Publication originale
- Baptista & Giupponi, 2002 : « A new troglomorphic Charinus from Brazil (Arachnida: Amblypygi: Charinidae). » Revista Iberica de Aracnologia, vol. 6, p. 105-110 (texte intégral).